# Ардова Міра Валер'янівна
Міра Валер'янівна Ардова (рос. Ми́ра Валерья́новна А́рдова; уроджена Кисельова, в деяких джерелах — Міка Ардова; нар. 12 грудня 1940 (84 роки), Ленінград) — радянська і російська актриса. Заслужена артистка РРФСР (1986)

## Біографія
Народилася в родині Валерія Миколайовича Кисельова (1919—1941) і Зої Мойсеївна Кисельової (урожджена. — Беззубова) (1919 — ?). У 1963 році закінчила Школу-студію МХАТ. Грала на сцені Московського ТЮГу. Епізодично знімалася в кіно — зокрема, невелика роль у фільмі Міклоша Янчо «Зірки і солдати» (1967). У 1976 році знялася у фільмі Олександра Зархі «Повість про невідомого актора» в ролі дружини Вадима Горяєва, якого зіграв Ігор Старигін.

## Родина
Дружина Бориса Ардова, потім — Ігоря Старигіна, а пізніше — театрального режисера Льва Давидовича Вайсмана. Від першого шлюбу — мати дизайнерки Ніни та актриси Ганни Ардових, від другого — Анастасії Старигіної (менеджер).

## Фільмографія
- 1967 Зірки і солдати — медсестра
- 1973 Минуле і думи — Емма
- 1976 Повість про невідомого актора — дружина Вадима Горяєва
- 1977 Свято непослуху (анімаційний) — мати непослушника